# Claudio Napoleoni
Claudio Napoleoni (L'Aquila, 5 marzo 1924 – Andorno Micca, 31 luglio 1988) è stato un economista e politico italiano.

## Biografia
Illustre economista marxista, fu chiamato da Giorgio Fuà come professore ordinario di Politica economica nella Facoltà di Economia e commercio dell'ateneo di Ancona, per passare successivamente alla Facoltà di Scienze politiche dell'Università di Torino. Si è interessato soprattutto di problemi teorici dell'economia. Con Franco Rodano è stato direttore de  "La Rivista trimestrale". 
Nel 1976 fu deputato, eletto come indipendente nelle liste del PCI e aderente alla Sinistra Indipendente. Nel 1979, nel 1983 e nel 1987 fu eletto senatore. Concluse il proprio mandato parlamentare alla morte nel 1988.
Fece parte del Comitato scientifico della Fondazione Luigi Einaudi di Torino.

## Opere
- Dizionario di economia politica, a cura di, Milano, Edizioni di Comunità, 1956.
- Il pensiero economico del 900, Torino, Eri, 1961, Premio Viareggio Opera Prima 1962[1].
- L'equilibrio economico generale. Studio introduttivo, Torino, Boringhieri, 1965.
- Elementi di economia politica, Firenze, La nuova Italia, 1967.
- Elementi di statistica, Firenze, La nuova Italia, 1967.
- Il futuro del capitalismo. Crollo o sviluppo?, Bari, Laterza, 1970 (curatore in collaborazione con Lucio Colletti).
- Smith, Ricardo, Marx. Considerazioni sulla storia del pensiero economico, Torino, Boringhieri, 1970.
- Lezioni sul Capitolo sesto inedito di Marx, Torino, Boringhieri, 1972.
- Il valore, Milano, ISEDI, 1976.
- Discorso sull'economia politica, Torino, Boringhieri, 1985.
- Cercate ancora. Lettera sulla laicità e ultimi scritti, Roma, Editori Riuniti, 1990.
- Dalla scienza all'utopia. Saggi scelti 1961-1988, Torino, Bollati Boringhieri, 1992. ISBN 88-339-0664-7.